# Anmatyerre jezik
Anmatyerre jezik (anmatjirra, anmatyerr; ISO 639-3: amx), jezik plemena Unmatjera sa Sjevernog teritorija, sjeverozapadno od Alice Springsa, Australija. Njime govori 1 220 (1996 census) koji se služe s dva dijalekta: istočni anmatyerre i zapadni anmatyerre (kalenthelkwe, kelenthwelkere, kelentheyewelrere)..
Jedan je od šest arandskih jezika i pripada porodici pama-nyunga.

## Vanjske poveznice
- Ethnologue (14th)
- Ethnologue (15th)